# Avjämningsmassa

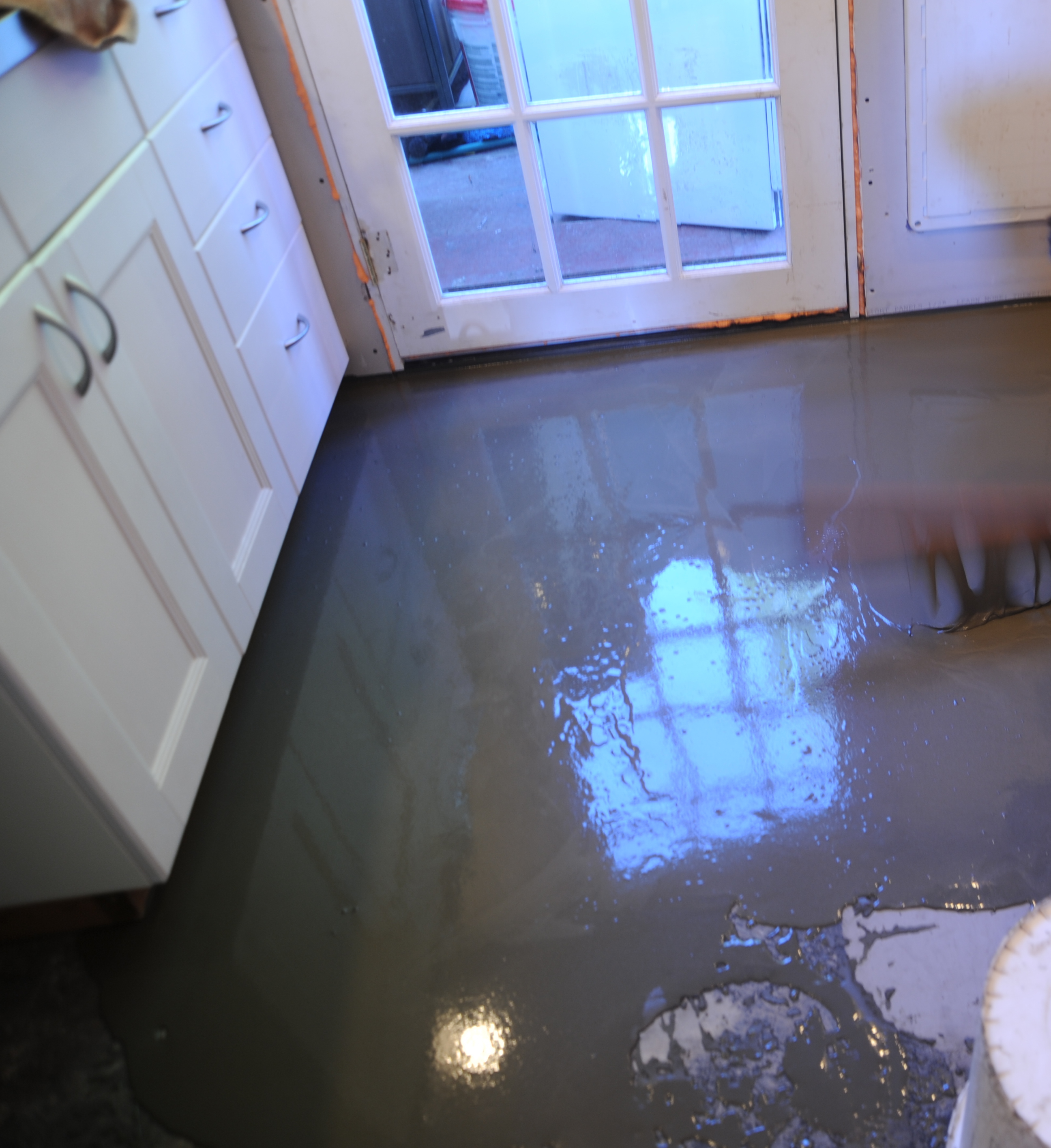
Avjämningsmassa som har lagts för att jämna ut ett köksgolv

Avjämningsmassa, tidigare kallat flytspackel, är betong med polymermodifierad cement som har höga flödesegenskaper. Avjämningsmassa kräver i motsats till traditionell betong, inte tillsats av alltför stora mängder vatten vid blandning.

## Användning
Avjämningsmassa används vanligtvis för att skapa en plan och slät yta med en tryckhållfasthet som motsvarar eller är högre än den för traditionell betong innan du klär golv med exempelvis klickgolv. Avjämningsmassa har ökat i popularitet eftersom kravet på planhet och jämnhet som krävs för golvbeläggningsprodukter har ökat, med exempelvis vinylprodukter som blir tunnare och golvplattor blir större.

## Historik
Avjämningsmassa uppfanns 1952 av Axel Karlson. Den första produkten var en kombination av trälim, fin sand och cement med tillsatser.